# Mezinárodní ženská sionistická organizace
Mezinárodní ženská sionistická organizace (anglicky: Women's International Zionist Organisation, zkráceně WIZO, hebrejsky: ויצו, Vico) je dobrovolnická organizace věnující se sociální péči ve všech oblastech izraelské společnosti, pokroku v postavení žen a židovskému vzdělání v Izraeli a diaspoře. Současnou prezidentkou organizace je Helena Glaserová.

## Historie

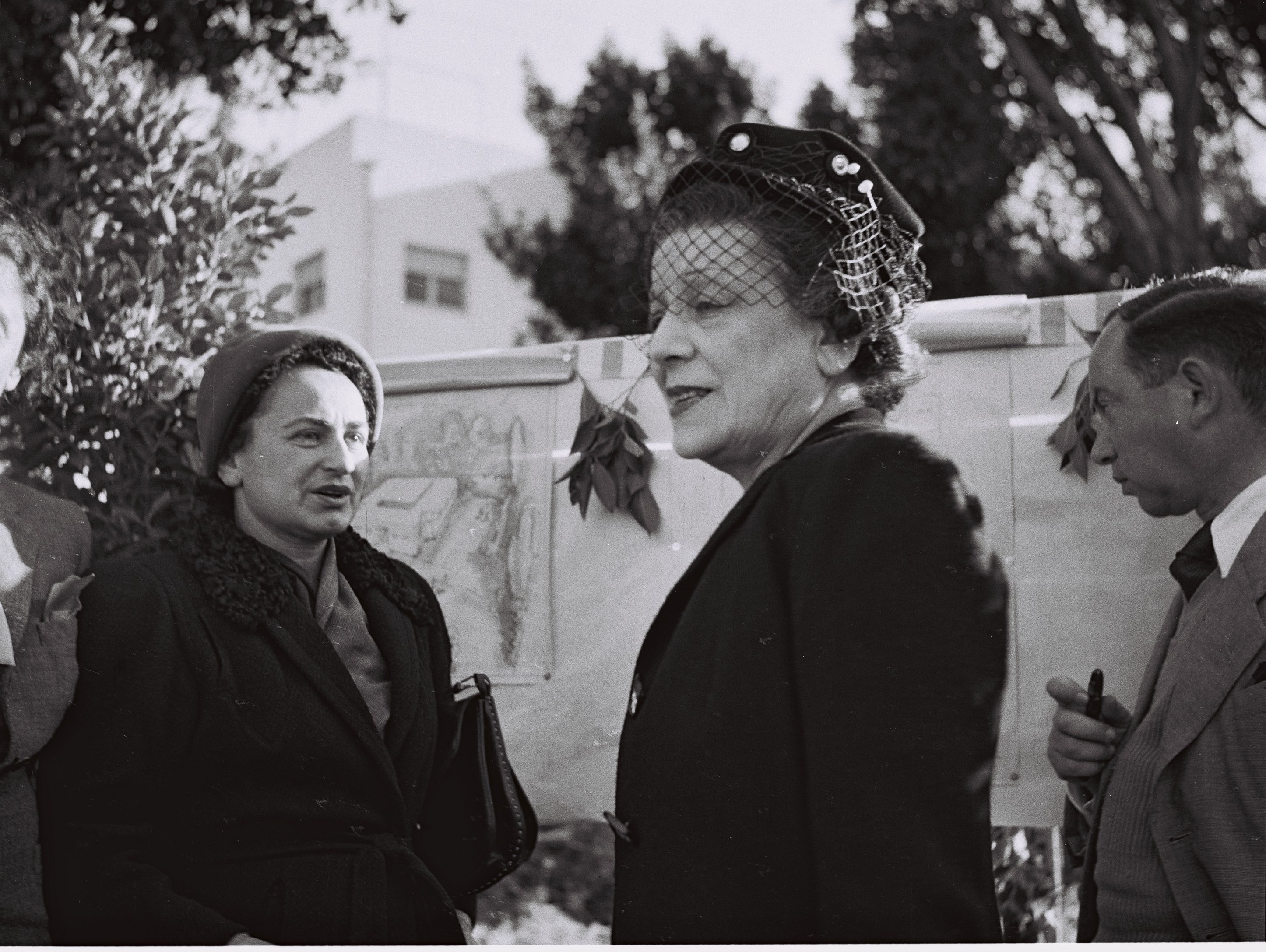
Věra Weizmannová, první dáma Izraele, na návštěvě školky provozované WIZO ve městě Rechovot v roce 1946

WIZO byla založena v roce 1920 v Londýně Rebeccou Sieffovou, Dr. Věrou Weizmannovou (manželkou prvního izraelského prezidenta Chajima Weizmanna), Edith Ederovou, Romanou Goodmanovou a Henriettou Irwellovou „s cílem organizovat sociální pomoc novým židovským přistěhovalcům do mandátní Palestiny, kde zvláště pro ženy a děti nebyla situace lehká.“ V následujících letech byly vznikaly pobočky WIZO v různých evropských zemích (v Československu v roce 1924). Mnoho z nich však bylo zrušeno během druhé světové války v důsledku nacistické okupace a holocaustu.
V roce 1949 se po vzniku Izraele o rok dříve přesunulo sídlo WIZO do Izraele a Rebecca Sieffová se stala prezidentskou organizace. V roce 1966 ji nahradila Rosa Ginossarová. Ve vedení WIZO se po ní vystřídaly Raja Jaglomová a Michal Modajová. Mezi jedny z prvních sociálních projektů organizace v mandátní Palestině patřilo vytvoření dětských klinik Tipat Halav a distribučních center oblečení, z nichž mnohé jsou činné dodnes. V roce 1926 vytvořila organizace v Tel Avivu první jesle.
V roce 2008 obdržela WIZO společně se dvěma dalšími ženskými organizacemi Izraelskou cenu za dlouhodobý výjimečný přínos společnosti a Státu Izrael.

## Politické aktivity vIzraeli
V Izraeli vytvořila WIZO politickou stranu a kandidovala v prvních parlamentních volbách v roce 1949. V nich získala 1,2 % hlasů, což představovalo jeden poslanecký mandát, který připadl Rachel Kohen-Kagan, jež byla toho času prezidentkou organizace. Později byla Rachel Kohen-Kagan za funkčního období pátého Knesetu poslankyní Liberální strany (následně však ze strany vystoupila a pomohla založit stranu Nezávislí liberálové).

## Současnost

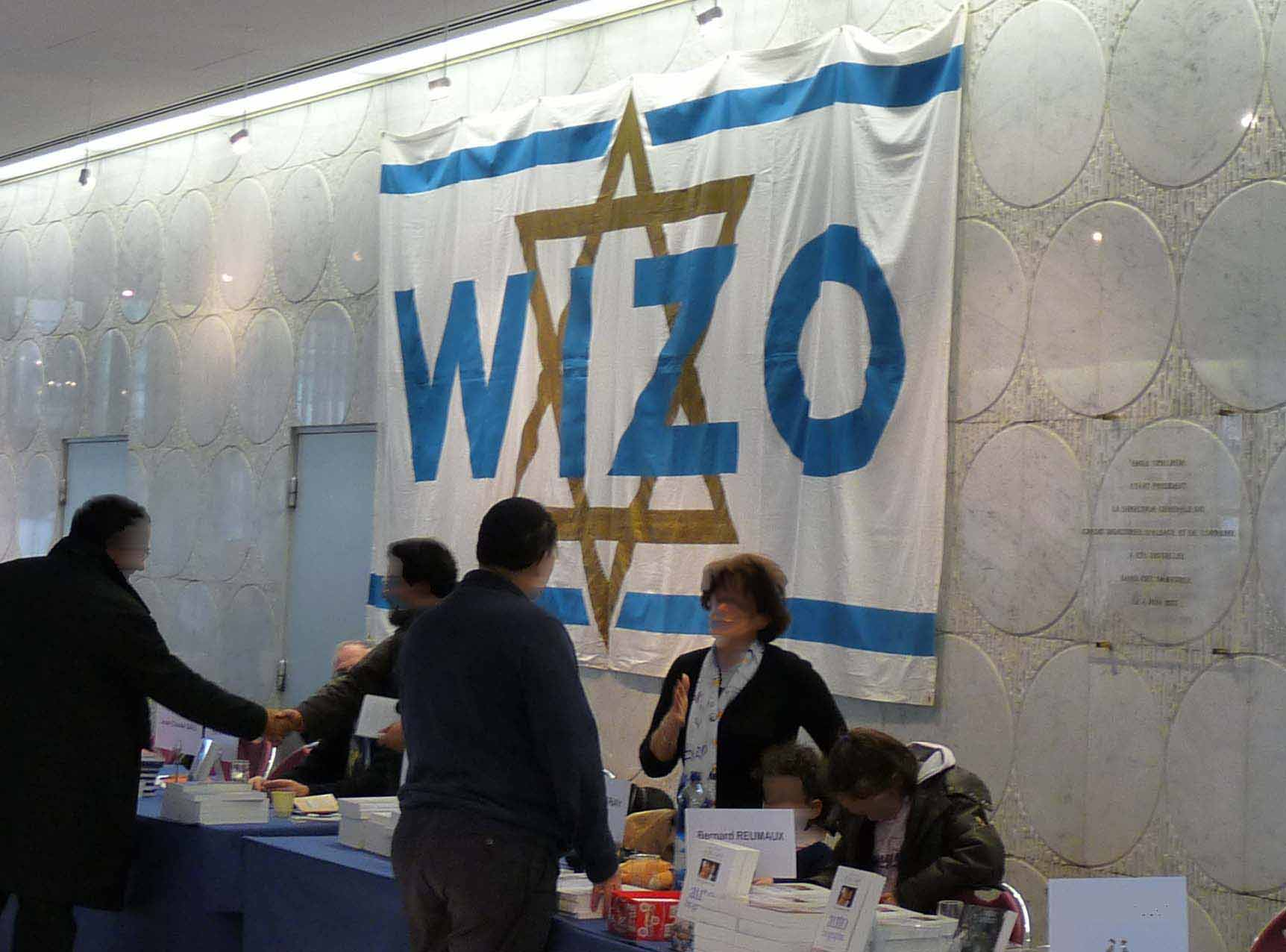
Knižní trh WIZO ve Štrasburku, 2009

V současnosti provozuje WIZO v Izraeli 170 jeslí, ve kterých se stará o zhruba 14 tisíc dětí pracujících matek, nových imigrantů a potřebných rodin. Organizace taktéž pořádá letní tábory, kurzy pro rodiny s pouze jedním rodičem a terapeutický program pro děti, které byly odebrány rodinám na základě soudního příkazu.
WIZO je k roku 2008 největší ženskou sionistickou organizací na světě. V roce 2008 poslalo 36 členských států své delegáty do Izraele na 88. narozeniny této organizace.

### WIZO v Česku
V Československu vznikla pobočka WIZO v roce 1924. Zanikla v souvislosti s druhou světovou válkou a obnovena byla až v roce 1991. Česká pobočka „zajišťuje lístky do divadel a na koncerty, návštěvy zajímavých výstav s odborným výkladem, a hlavně besedy se známými osobnostmi.“ Obdobně jako jiné pobočky, avšak ne v takové míře, pořádá sbírky ve prospěch Izraele. Výtěžek sbírek je věnován například pozůstalým po teroristických útocích či na výstavbu školky ve městě Sderot. Peníze ve prospěch Izraele organizace získává i pořádáním dobročinných bazarů.